# Autocràtor
Autocràtor, en grec antic αὐτοκράτωρ, que es pot traduir per 'autogovernant' o 'únic governant', és un epítet grec que s'aplicava a la persona que exercia un poder absolut sense cap mena de restricció per part dels seus superiors. En un context històric es donava als comandants en cap de l'exèrcit (estrateg autocràtor) i als emperadors romans d'Orient com a traducció del títol llatí imperator. La seva connexió amb l'absolutisme iniciat a l'Imperi Romà d'Orient, ha donat lloc als conceptes actuals d'autòcrata i autocràcia. En grec medieval la paraula significava simplement 'emperador', amb la forma femenina 'autocràtira' (αὐτοκράτειρα) amb el significat d'emperadriu.